# Isabel de Castro (esposa de Álvares Cabral)
'Isabel de Castro  (? - 1526) foi a esposa do explorador magnata português Pedro Álvares Cabral. Ela proveio de uma prodigiosa família. Seu tio era Afonso de Albuquerque. O avô paterno da mulher de Pedro Álvares Cabral era filho de D. Pedro de Noronha, que foi arcebispo de Lisboa, e de Isabel.
Com Cabral teve cerca de 6 filhos:
- Fernão Álvares Cabral
- António Cabral
- Catarina de Castro
- Guiomar de Castro
- Isabel
- Leonor